# Mezina
Mezina település Csehországban, Bruntáli járásban. Mezina Bruntál, Moravskoslezský Kočov, Lomnice, Razová, Nová Pláň és Dlouhá Stráň településekkel határos. Lakosainak száma 381 fő (2024. január 1.).

## Népesség
A település lakosságának változását az alábbi diagram mutatja:
| Lakosok száma | 613  | 668  | 559  | 278  | 286  | 311  | 369  | 390  | 394  | 381  |
|               | 1869 | 1900 | 1921 | 1961 | 1980 | 2011 | 2016 | 2019 | 2021 | 2024 |